# Titi Kuning
Titi Kuning is een bestuurslaag in het regentschap Medan van de provincie Noord-Sumatra, Indonesië. Titi Kuning telt 20.952 inwoners (volkstelling 2010).